# Colombe-lès-Vesoul
Colombe-lès-Vesoul – miejscowość i gmina we Francji, w regionie Burgundia-Franche-Comté, w departamencie Górna Saona.
Według danych na rok 1990 gminę zamieszkiwały 354 osoby, a gęstość zaludnienia wynosiła 45 osób/km² (wśród 1786 gmin Franche-Comté Colombe-lès-Vesoul plasuje się na 411. miejscu pod względem liczby ludności, natomiast pod względem powierzchni na miejscu 575.).